# Mary Sears
Mary Sears (n. 10 mai 1939, Portsmouth⁠(d), Virginia, SUA) este o înotătoare ce a reprezentat Statele Unite ale Americii, medaliată olimpică. A participat la o ediție a Jocurilor Olimpice (1956) în care a câștigat două medalii de bronz.